# 아톰 (표준)

아톰(Atom)은 웹로그나 최신 소식과 같은 웹 콘텐츠의 신디케이션을 위한 XML 기반의 문서 파일 포맷이자 텍스트 에디터, 웹로그 편집을 위한 HTTP 기반의 프로토콜이다.

## 역사
2003년 6월에 샘 루비는 무엇이 "체계적인 로그"를 만드는가에 대한 논의를 위한 위키를 만들었다. 사람들은 곧 RSS를 대체하기 위한 새로운 신디케이션 포맷을 논의하기 시작했다. 얼마 후에 로드맵(RoadMap) 프로젝트가 만들어졌고, 상당한 참여자들의 주목을 끌었다. 이 새로운 포맷은 블로거 API나 라이브저널 XML-RPC 클라이언트/서버 프로토콜과 같은 블로그 편집 프로토콜의 대안의 역할도 할 수 있도록 방향이 정해졌다.
이 시점에서, 결정 절차의 부재로 인해 논의가 다소 산만하게 진행되었다. 명칭도 문제가 되었는데, Atom으로 확실히 결정되기 전에는 파이(Pie), 에코(Echo), 네코(Necho) 등의 명칭이 혼재했다. 7월 초, 'Atom 0.2'로 알려진 중간 결과물이 나온 후부터 메일링 리스트를 통해 논의가 이루어졌다. 이 단계에서 마지막 중간 결과물인 'Atom 0.3'이 12월에 공개되었다. 이 버전은 여러 신디케이션 도구에 광범위하게 적용되었으며, 특히 블로거나 Gmail 같은 구글 관련 서비스에도 사용되기 시작했다.
2004년에는 프로젝트를 W3C나 IETF 같은 표준화 단체로 옮기는 것을 검토하기 시작했다. 논의 끝에 IETF로 결정이 났으며, 애텀펍 워킹 그룹(Atompub Working Group)이 2004년 6월에 조직돼 헌장을 만들고 절차를 세웠다. 초기의 작업은 신디케이션 포맷에 중점을 두었고, 몇 번의 초안이 나온 후에 'Atom 1.0'이 2005년 7월 발표되어, 8월에 RFC 인터넷 표준이 되기 전의 마지막 단계인 "제안 표준"(proposed standard)으로 인정받았다.
2005년 8월 현재에는 출판 프로토콜과 신디케이션 포맷의 다양한 확장에 대한 작업이 진행 중이다. 최근의 개발과 논의에 대해서는 Atom 위키에서 찾아볼 수가 있다.

## 예
다음은 Atom 피드 문서의 한 예이다.
```
<?xml version="1.0" encoding="utf-8"?>

<feed
 
xmlns=
"http://www.w3.org/2005/Atom"
>

 
<title>
견본
</title>

 
<subtitle>
촌평
</subtitle>

 
<link
 
href=
"http://example.org/"
/>

 
<updated>
2003-12-13T18:30:02Z
</updated>

 
<author>

   
<name>
아무개
</name>

   
<email>
ahmooge@example.com
</email>

 
</author>

 
<id>
urn:uuid:60a76c80-d399-11d9-b91C-0003939e0af6
</id>

 
<entry>

   
<title>
Atom
 
기반
</title>

   
<link
 
href=
"http://example.org/2003/12/13/atom03"
/>

   
<id>
urn:uuid:1225c695-cfb8-4ebb-aaaa-80da344efa6a
</id>

   
<updated>
2003-12-13T18:30:02Z
</updated>

   
<summary>
요약
</summary>

 
</entry>

</feed>

```

## 같이 보기
- 신디케이션 마크업 언어 목록